# Kerkhofkapel (Rolduc)
De kerkhofkapel is een kapel in Rolduckerveld in de Nederlands Zuid-Limburgse gemeente Kerkrade. De kapel staat aan de achterzijde van het abdijcomplex van Abdij Rolduc op een kleine ommuurde begraafplaats.

## Geschiedenis
Rond 1875 werd de kapel gebouwd.

## Bouwwerk
De kerkhofkapel is in neogotische stijl opgetrokken op een rechthoekige plattegrond onder een zadeldak van leien. Op de beide uiteindes van de nok is een pinakel geplaatst. Aan de voorzijde is de kapel geheel open en aan de zijkanten deels. De achterwand is geheel dicht en tegen een tuinmuur aangebouwd. Aan de voorzijde is de kapel open, met bovenin een spitsboog, rustend op twee smalle zuiltjes.
Van binnen wordt boven een altaar een calvarie afgebeeld, waarbij op de achterwand een stenen kruis met corpus geplaatst is, vergezeld van Maria en apostel Johannes.